# Ja'afar Tuqan
Ja'afar Tuqan (en árabe: جعفر طوقان‎: Jafar Tukan; nacido en 1938 en Jerusalén, Palestina) fue un arquitecto palestino, aunque de nacionalidad jordana.

## Biografía
Tuqan se graduó por la Universidad Americana de Beirut en 1960. Era el hijo del poeta palestino Ibrahim Tuqan, escritor del poema Mawtini, el himno nacional actual de Irak. Es también sobrino del primer ministro jordano Ahmad Touqan y del poeta palestino Fadwa Tuqan, es decir, que perteneció al llamado clan Tuqan. Murió el 25 de noviembre de 2014 en Amán, capital de Jordania.

## Trayectoria
Diseñó en el municipio de Amán el proyecto Ras al Ayn, y perteneció a varios comités, entre los que figuran la National Gallery de Londres. Ja'afar Tuqan también diseñó el Royal Automobile Museum, el Jordan Museum, el edificio del Banco Central de Jordania y las Jordan Gates Towers.

## Reconocimientos
Recibió el premio Aga Khan de Arquitectura  en 1991 por el diseño de Children's Village, en Aqaba, Jordania.
Tuqan pertenece también al consejo asesor del Palestinian Art Court, en Al Hoash.